# 트랜스로콘
트랜스로콘(영어: translocon)은 막을 가로지르는 폴리펩타이드의 자리옮김과 관련된 단백질 복합체이다. 트랜스로케이터(영어: translocator), 자리옮김 통로(영어: translocation channel)라고도 한다. 진핵생물에서 트랜스로콘이라는 용어는 가장 일반적으로 세포질로부터 소포체의 내강으로 표적 신호 서열이 있는 초기 폴리펩타이드를 수송하는 복합체를 의미한다. 이러한 자리옮김 과정은 단백질이 소수성 지질 이중층을 가로질러야 한다.

## 같이 보기
- 단백질 표적화
- 자리옮김효소